# من لا عزاء لهم (رواية)
من لا عزاء لهم رواية للكاتب البريطاني الحائز على جائزة نوبل كازوو إيشيغورو، نشرت عام 1995 عن دار نشر فيبر آند فيبر وفازت بجائزة تشيلتنهام في نفس السنة.

## الملخص
يصل رايدر، وهو عازف بيانو إنجليزي، بدعوة إلى مدينة أوروبية غير محددة. في فندق إقامته، تستقبله هيلدا شتراتمان من مجلس الفنون في المدينة، وتشير إلى جدول أعماله المزدحم في الأيام القادمة، والذي يتوّج بـ "ليلة الخميس" المنتظرة. يفكر رايدر في الاعتراف بعدم تذكّره للجدول، لكنه يتظاهر بمعرفته.
من دون فرصة للراحة، يتعرض رايدر لسيل من الطلبات من السكان المحليين الذين يلحّون بلطف لإنجاز خدمات شخصية. يطلب منه غوستاف، حارس الفندق المسن، التدخل لحل مشكلات ابنته صوفي من أجل حفيده الصغير، بوريس. وعلى الرغم من أن رايدر يلتقي صوفي وبوريس لأول مرة، فإنه يشعر وكأنه زوج صوفي منذ سنوات ووالد بوريس بالتبني، ويدافع عنه بشدة حين يُحمّله الآخرون ما يفوق طاقته.
يتعامل رايدر وصوفي كأنهما شريكان منذ زمن، يتبادلان الثقة والشكوى من ظروفهما، كصعوبة البحث عن منزل، أو سفر رايدر المتكرر. وفي أرجاء المدينة، يتعرّف رايدر على أشخاص وأماكن وأشياء مألوفة بشكل غريب من طفولته في إنجلترا، ما يضفي على الرواية طابعًا سرياليًا ومشحونًا بالرمزية والارتباك.
يكتشف رايدر، بعد فوات الأوان، أن والدته لا تحب المقطوعة الموسيقية التي اختارها. وبين كل هذه الانشغالات، يفاجأ بتذكير بأن والديه المسنين، اللذين يحتاجان إلى رعاية خاصة، سيصلان للإقامة في المدينة. ومع اقتراب ليلة الخميس، يجد رايدر نفسه مضطربًا بين محاولته كتابة خطابه، والتدرب على حفلته الموسيقية، والتأكد من وصول والديه وترتيبات إقامتهما.
يتوقّع السكان المحليون من رايدر أن يُقدّم حفلاً موسيقيًا ومحاضرة يعالجان ما يعتبرونه أزمة ثقافية مستمرة، بدأت عندما سقط العازف الشهير كريستوف، عازف التشيلو الذي كان يومًا ما نجمًا مكرَّمًا، من مكانته. وقد علّق أهل المدينة آمالهم على بروتسكي، وهو قائد أوركسترا متوقّف عن العمل ومُدمن سابق، لإحياء الحياة الفنية من جديد، إذ سيقود حفلاً موسيقيًا مساء الخميس بعد خضوعه لإعادة تأهيل.
يتولى هوفمان، مدير الفندق، الإشراف شخصيًا على تدريبات بروتسكي، متعهّدًا بأن يكون عرض ليلة الخميس خاليًا من العيوب. ومع ذلك، وبسبب توق بروتسكي الشديد لرؤية زوجته السابقة المنفصلة عنه، الآنسة كولينز، يلجأ منظّمو الحفل إليها سرًا، متوسّلين أن تتصالح معه رغم تردّدها وشكوكها.
على مدى عدة أيام، يُنقَل رايدر من مكان إلى آخر، فيصل عن طريق الخطأ إلى مواعيد لم تُحدَّد له، بينما يفوّت مواعيد رتبتها هيلدا شتراتمان صراحة. وفي خضم ذلك، يَعِد بالتحدّث باسم غوستاف وزملائه من حاملي الحقائب في الفندق ضمن خطابه المرتقب. كما يقيّم رايدر مهارات ستيفان، ابن عائلة هوفمان، في العزف على البيانو، ويؤيّد قراره بأداء مقطوعة صعبة ليلة الخميس.
يأمل ستيفان أن يُكفّر عن شعوره بالذنب تجاه انفصال والديه، والذي يربطه بتقصيره السابق في متابعة دروس البيانو، لكنه يكتشف متأخرًا أن والدته لا تحب المقطوعة التي اختارها. وسط هذه الضغوط، يتلقى رايدر تذكيرًا مفاجئًا بوصول والديه المسنّين، اللذين يحتاجان إلى رعاية خاصة، للإقامة في المدينة. ومع اقتراب ليلة الخميس، يتخبط رايدر بين كتابة خطابه، والتدرّب على الحفل، والتأكّد من ترتيبات استقبال والديه.
يتعرّض رايدر لمزيد من التأخير عندما يتدهور وضع غوستاف الصحي بشكل مفاجئ، وفي الوقت نفسه، وبعد أن تفشل محاولات بروتسكي المتكررة للصلح مع كولينز، ينتكس إلى الشرب من جديد بموافقة هوفمان، ثم يتعرض لحادث بدراجته. يصطحب رايدر صوفي وبوريس لزيارة غوستاف، لكنه يغادرهما على عجل.
يقوم طبيب بعملية بتر طارئة لساق بروتسكي دون أن يلاحظ أنها كانت ساقًا صناعية منذ البداية. في قاعة الحفل، وعلى الرغم من أن والدي ستيفان لا يستطيعان تحمّل مشاهدته، يواصل عزفه بثبات وينال تصفيق الجمهور. أما بروتسكي، فيقود الأوركسترا مخمورًا، بساق واحدة، يستخدم لوح كيّ كعكاز، وينزف خلال العرض، مما يعرّضه للإهانة ويردّ عليه كولينز برفض علني.
هوفمان بدوره يتعرض للإذلال، ويطلب الصفح من زوجته التي لا تبدي أي تعاطف. في المقابل، يخرج ستيفان من التجربة بشعور متجدد بالثقة، ويخطط لمغادرة المدينة بحثًا عن مستقبله.
لا يزال رايدر مصرًّا على العزف لوالديه رغم تعثّر الحفل، فيواجه شتراتمان، لكنه يدرك أن زيارة والديه، بخلاف بقية جدول أعماله، كانت بمبادرة شخصية منه. ويكتشف أيضًا أن والديه زارا هذه المدينة قبل سنوات من دون علمه.
في هذه الأثناء، يكون غوستاف قد توفي، بعد أن ظل مؤمنًا حتى لحظاته الأخيرة بأن رايدر سيتحدث باسم حَمَلة الحقائب. وبعد تجاهله لهذه المسؤولية، يتبع رايدر صوفي وبوريس إلى الترام المغادر. يتحدث أحد الركاب معه عن زيارة سابقة لوالديه إلى المدينة، لكنه لا يتذكر شيئًا عن والده، في حين تنأى صوفي بنفسها عنه بسبب غيابه وقت وفاة غوستاف. يجد رايدر بعض العزاء في حديث الراكب، وينخرط بهدوء في تناول وجبة فطور تُقدَّم على متن الترام، في مشهد يغلب عليه الطابع الرمزي والاستسلام الهادئ.

## الشخصيات
- رايدر – عازف بيانو مشهور عالميًا، بطل الرواية.
- صوفي – ابنة غوستاف ووالدة بوريس.
- بوريس – ابن صوفي، حفيد غوستاف.
- غوستاف – حامل حقائب في الفندق وجدّ بوريس، يضع أمله في رايدر للدفاع عن زملائه.
- الآنسة كولينز – الحبيبة السابقة لبروتسكي، يُرجى منها التصالح معه لإحياء الحفل.
- هوفمان – مدير الفندق، مسؤول عن تنظيم حفل بروتسكي.
- السيدة هوفمان – زوجة هوفمان، تجمع ألبومات صور مكرسة لرايدر.
- ستيفان – ابن هوفمان، عازف بيانو شاب يعاني من انعدام الثقة بسبب نظرة والديه إليه.
- بروتسكي – قائد أوركسترا مغمور ومدمن سابق، تعقد عليه المدينة آمالها الثقافية.
- برونو – كلب بروتسكي الراحل.
- فيونا – موظفة تذاكر القطار وصديقة طفولة لرايدر.
- جيفري سوندرز – صديق طفولة آخر لرايدر، يظهر بشكل متقطع في المدينة.
- الآنسة شتراتمان – المسؤولة عن تنظيم حفلة رايدر.
- كريستوف – موسيقي سقط من مكانته ويُنظر إليه سلبًا من قبل المدينة.

## التقييم والنقد
وُصفت رواية من لا عزاء لهم بأنها: "عمل ضخم، يكاد يكون مبهما، ويمتد على 500 صفحة"، وقد وصفتها الغرديان بأنها "تركت العديد من القرّاء والنقّاد في حالة من الحيرة". تلقّت الرواية مراجعات سلبية قوية، مع عدد محدود من الآراء الإيجابية. الناقد الأدبي جيمس وود قال إن الرواية "ابتكرت لنفسها تصنيفًا خاصًا بها للسوء"، ومع ذلك، في استطلاع نُشر عام 2006 شمل عددًا من النقّاد الأدبيين، صُنّفت الرواية كثالث "أفضل رواية بريطانية أو إيرلندية أو من دول الكومنولث بين عامي 1980 و2005"، بالتساوي مع رواية أرضية لأنطوني برجس، وأطفال منتصف الليل لسلمان رشدي، وتكفير لإيان ماك إيوان، والزهرة الزرقاء لبيونيلوب فيتزجيرالد.
كما أدرجها الناقد جون كاري ضمن قائمته لأكثر خمسين كتابًا ممتعًا في القرن العشرين. ومع مرور الوقت، أصبحت الرواية تُعدّ من أبرز أعمال إيشيغورو.

## روابط خارجية
- من لا عزاء لهم 1995 على موقع الموسوعة البريطانية (الإنجليزية)